# 郑西高速动车组列车
郑西高速动车组列车是中国铁路运行于河南省省会郑州市至陕西省省会西安市间的高速动车组列车，自2010年2月6日起开行，现每日共开行1对列车，途经河南、陕西二省。其中郑州站至西安北站全程运行505公里，运行2小时28分，列车客运乘务由西安局集团西安客运段担当，使用车次为G2001次；西安北站至郑州东站全程运行523公里，运行2小时3分，列车客运乘务由郑州局集团郑州客运段担当，使用车次为G2002次。

## 历史
郑州与西安间的高速动车组于2010年2月6日随郑西客运专线的开通而开行，当日西安首发车次为G2004次，郑州首发车次为G2003次。在开通初期，因郑州东站和西安北站均尚未建成，列车以郑州站和西安站为始发终到站。2011年西安北站建成启用后，所有高速动车组列车均引入西安北站，而不再进入西安站。2012年郑州东站启用，大多数车次亦开始以郑州东站为始发终到站，但仍有少量车次以郑州站始发。
原先郑州与西安间的高速动车组还有一对G2003/2004次，但该车于2021年1月20日配合北京西~西安北G661/660次延长银川而停运。

## 使用列车
G2001次列车使用配属西安局集团西安北动车运用所CRH380B；G2002次列车使用配属郑州局集团郑州东动车运用所的CRH380B。

## 其他过路车次
除以上车次外，众多过路高速动车组车次，如北京和上海至西安、成都、重庆、兰州等地的车次，以及广州、深圳、武汉等地至西安、兰州等地的列车，亦运行于郑州与西安之间。每天运行于郑州与西安间的高速动车组列车达111.5对。
以下车次按使用最小号段从低到高排列。
- 京西高速动车组列车：G55-60次、G651-666次（11对）
- 京蓉高速动车组列车：G87-90次（2对）
- 京兰高速动车组列车：G91/92次、G429/430次（2对）
- G307/308次列车（1对，北京-泸州）
- 沪西高速动车组列车：G359-362次、G1911/1914次、G1915-1926次、G1928/1929次、G1931-1934次、G1939-1942次、G3151-3154次、G3159-3162次（9对）
- 京渝高速动车组列车：G387/388次（1对）
- 西广高速动车组列车：G517-520次、G833/836次、G838/839次（2对）
- 兰昌高速动车组列车：G639-642次、G3183-3186次（2对）
- 京银高速动车组列车：G667-670次（1对）
- G671/674次列车（1对，北京-西宁）
- 京宝高速动车组列车：G672/673次（1对）
- 京汉高速动车组列车：G685/686次（1对）
- 兰广高速动车组列车：G813-816次、G842/843次、G845/848次（2对）
- 西深高速动车组列车：G821-824次、G829-832次、G834/835次、G841/844次、G3155-3158次（4对）
- 镐港高速动车组列车：G825-828次（1对）
- G851-854次列车（1对，西宁-武汉）
- 西武高速动车组列车：G855-858次（1对）
- 西岚高速动车组列车：G859-862次（1对）
- 兰长高速动车组列车：G863-866次（1对）
- 西苍高速动车组列车：G867-870次（1对）
- 银广高速动车组列车：G1165-1168次（1对）
- 沈蓉高速动车组列车：G1281-1284次（1对）
- G1293-1296次列车（1对，大连-西安）
- G1591/1592次列车（1对，北京-乐山）
- 秦蓉高速动车组列车：G1701-1704次（1对）
- 津西高速动车组列车：G1711/1712次（1对）
- 津兰高速动车组列车：G1713/1714次（1对）
- 沪银高速动车组列车：G1802/1803次、G1817/1820次、G3171-3174次（2对）
- 青渝高速动车组列车：G1833-1838次（2对）
- 济蓉高速动车组列车：G1839-1842次、G3415-3418次（2对）
- G1843-1846次列车（1对，荣成-西安）
- 青西高速动车组列车：G1855-1858次、G2051-2054次、G2061-2064次（3对）
- G1873-1876次列车（1对，兰州-杭州）
- 西合高速动车组列车：G1877-1880次、G2227-2230次（2对）
- G1881-1884次列车（1对，西安-永康）
- 宁渝高速动车组列车：G1885-1888次（1对）
- 西温高速动车组列车：G1893-1896次、G2387/2390次（1.5对）
- 西义高速动车组列车：G1897-1900次（1对）
- 兰福高速动车组列车：G1901-1904次（1对）
- 济银高速动车组列车：G1907-1910次（1对）
- 银杭高速动车组列车：G1943-1946次、G3187-3190次（2对）
- 沪兰高速动车组列车：G1969-1972次、G1977-1980次、G3163-3166次、G3179-3182次、G3255-3258次（5对）
- 沪渝高速动车组列车：G1973-1976次、G3287-3290次（2对）
- G2003-2006次列车（1对，济南-兰州）
- G2007-2010次列车（1对，烟台-西安）
- 郑兰高速动车组列车：G2021/2022/2024次（1.5对）
- 商兰高速动车组列车：G2023次（0.5对）
- G2025-2028次列车（1对，西安-横店）
- G2087-2090次列车（1对，烟台-成都）
- 青兰高速动车组列车：G2093-2096次（1对）
- 荣兰高速动车组列车：G2145-2148次、G3167-3170次（2对）
- 郑蓉高速动车组列车：G2201次、G2203次、G2210次、G2212次、G2214次、G2217/2218次（3.5对）
- G2205/2208次列车（1对，濮阳-成都）
- G2206/2207次列车（1对，徐州-贵阳）
- G2223-2226次列车（1对，西安-扬州）
- 西杭高速动车组列车：G2235-2238次、G2388/2389次、G3195-3198次、G3295-3298次（3.5对）
- 郑银高速动车组列车：G2251-2258次（2对）
- 青银高速动车组列车：G2259-2262次列车（1对）
- G2295-2298次列车（1对，西安-厦门）
- G2675-2678次列车（1对，西安-连云港）
- 威兰高速动车组列车：G2683-2686次列车（1对）
- G3176/3177、G3178/3175次列车（1对，上海-西宁）
- G3275-3278次列车（1对，西安-江阴）
- 沪蓉高速动车组列车：G3283-3286次（1对）
- G3291-3294次列车（1对，上海-银川）

## 票价
- 郑州↔西安北：¥731（商务座）、¥369（一等座）、¥229（二等座）
- 郑州东↔西安北：¥755（商务座）、¥382（一等座）、¥239（二等座）